# Renaud Camus
Renaud Camus (Chamalières, 10 agosto 1946) è uno scrittore francese.
Politicamente impegnato, ha creato il Parti de l'In-nocence nel 2002.

## Biografia
Ha studiato a Parigi e nel Regno Unito negli anni sessanta e si è laureato in giurisprudenza e filosofia. Ha viaggiato in America, più particolarmente a New York ed in California (è anche stato professore in un "college" dell'Arkansas nel 1970).
Negli anni settanta, conobbe una vita mondana intensa, incontrando scrittori e artisti come Aragon, Barthes (del quale seguì per un certo periodo i seminari), Duras, Bob Wilson, Rauschenberg, Cy Twombly, Gilbert & George, Andy Warhol. Ha pubblicato nel 2007 il diario scritto in questi anni, Journal de Travers. Nello stesso periodo, ha collaborato con la rivista Gai pied ed è diventato una delle voci della comunità omosessuale dell'epoca, rifiutando sempre però ogni posizione dogmatica su questo tema e ogni impegno ufficiale. Una delle sue prime opere pubblicate è stata Tricks, una cronaca dei suoi "tricks", ovvero gli incontri sessuali avuti in Francia, in America, ed anche in Italia, con uomini sconosciuti e, nella maggior parte dei casi, mai rivisti. La prima edizione del libro è uscita in Francia nel 1979, con una prefazione di Roland Barthes. Tricks è già stato tradotto in inglese, tedesco e giapponese; una traduzione parziale (24 capitoli su 45) in italiano è stata pubblicata dalle edizioni Textus (collana "I Romanzi della Realtà", diretta da Walter Siti, traduzione di Maurizio Ferrara) nel mese di marzo 2012.
Negli anni ottanta, è stato borsista dell'Accademia di Francia a Roma (Villa Medici). Nel 1987, ha pubblicato in Francia il diario di questo soggiorno, Journal romain (Diario romano). Da allora, Renaud Camus pubblica ogni anno un volume del suo diario (ventisette volumi, usciti dal 1987 al 2012). Nel 2000, alcuni media francesi, basandosi su citazioni tratte dal diario dell'anno 1994 (La Campagne de France), riportate però fuori del loro contesto, hanno accusato Renaud Camus di antisemitismo, scatenando un'accesa polemica (il cosiddetto "Affaire Camus"). A favore dello scrittore, si schierarono segnatamente la giornalista Elisabeth Levy ed il filosofo e saggista Alain Finkielkraut.
Renaud Camus è uno scrittore prolifico ed erudito. La sua opera si divide in molte categorie: romanzi, saggi, cronache, scritti autobiografici, egloghe, elegie. Si può anche leggere sul web Vaisseaux brûlés (Vascelli bruciati), un "work in progress" di grande originalità.
Renaud Camus vive a Plieux, nel dipartimento del Gers (regione Mezzogiorno-Pirenei), in un castello acquistato nel 1992.
Nel 2002 ha fondato il Parti de l'In-nocence, che dal 2012 sostiene la coalizione Rassemblement Bleu Marine, a favore di Marine Le Pen.
Dal 2022 sostiene apertamente il candidato francese Éric Zemmour.

## La Grande Sostituzione
Dal 2010 Renaud Camus sostiene il pericolo della "Grande Sostituzione" (Le Grand Remplacement), cioè la colonizzazione della Francia (e più in generale dell'Europa) da parte di migranti islamici provenienti da Medio Oriente ed Africa, che minaccia di "mutare" permanentemente il paese e la sua cultura e portare il continente al genocidio bianco. “La Grande Sostituzione è molto semplice. Ora c'è un popolo, e nello spazio di una generazione ce ne sarà un altro”, afferma Camus. 
Nel 2014 fu condannato per incitamento all'odio razziale e gli fu comminata una multa di 4000 euro.

## Opere
Egloghe
- I. Passage, Flammarion (1975)
- II. Échange (firmato Denis Duparc), Flammarion (1976) (ha vinto nel 1977 il Prix Fénéon)
- III. Travers
  - 1. Travers (firmato Renaud Camus e Tony Duparc), Hachette (1978)
  - 2. Été (Travers II) (firmato Jean-Renaud Camus e Denis Duvert), Hachette (1982)
  - 3. L'amour l'automne (Travers III) (firmato J.R.G. Le Camus e Antoine du Parc), P.O.L. (2007)
  - 4. Travers Coda, Index & Divers (Travers IV) (firmato J.-R.-G. du Parc e Denise Camus), P.O.L. (2012)
- Egloghe, nuova edizione elettronica (work in progress), su renaud-camus.org. URL consultato il 27 settembre 2009 (archiviato dall'url originale il 28 agosto 2009).

Elegie
- I. Élégies pour quelques-uns, P.O.L. (1988)
- II. L'Élégie de Chamalières, Sables (1989) e P.O.L. (1991)
- III. L'Élégie de Budapest in Le voyage à l'est, opera collettiva, Balland e La Maison des écrivains (1990)
- IV. Le Bord des larmes, P.O.L. (1990)
- V. Le Lac de Caresse, P.O.L. (1991)
- VI. Vie du chien Horla, P.O.L. (2003)

Elogi
- Éloge moral du paraître, Sables (1995) e Éloge du paraître, P.O.L. (2000)
- Syntaxe ou l'autre dans la langue, seguito da Éloge de la honte e da Voix basse ou l'autre dans la voix, P.O.L. (2004)

Cronache
- Tricks, Mazarine (1978), Persona (1982) e P.O.L. (1988) Traduzione italiana: "Tricks", Textus (2012)
- Journal d'un voyage en France, Hachette/P.O.L. (1981)
- Incomparable, con Farid Tali, P.O.L. (1999)
- Corbeaux. Diario dell'"affaire Camus" seguito da alcuni testi respinti, Impressions Nouvelles (2000)

Diario
- Journal de « Travers » (1976-1977), due volumi, Fayard (2007)
- Journal romain (1985–1986) Archiviato il 27 luglio 2011 in Internet Archive., P.O.L. (1987)
- Vigiles. Journal 1987, P.O.L. (1989)
- Aguets. Journal 1988, P.O.L. (1990)
- Fendre l'air. Journal 1989, P.O.L. (1991)
- L'Esprit des terrasses. Journal 1990, P.O.L. (1994)
- La Guerre de Transylvanie. Journal 1991, P.O.L. (1996)
- Le Château de Seix. Journal 1992, P.O.L. (1997)
- Graal-Plieux. Journal 1993, P.O.L. (1998)
- La Campagne de France. Journal 1994, Fayard (edizione originale: aprile 2000; édizione rivista: giugno 2000)
- La Salle des pierres. Journal 1995, Fayard (2000)
- Les nuits de l'âme. Journal 1996, Fayard (2001)
- Derniers jours. Journal 1997, Fayard (2002)
- Hommage au carré. Journal 1998, Fayard (2002)
- Retour à Canossa. Journal 1999, Fayard (2002)
- K.310. Journal 2000, P.O.L. (2003)
- Sommeil de personne. Journal 2001, Fayard (2004)
- Outrepas. Journal 2002, Fayard (2005)
- Rannoch Moor. Journal 2003, Fayard (2006)
- Corée l'absente. Journal 2004, Fayard (2007)
- Le Royaume de Sobrarbe. Journal 2005, Fayard (2008)
- L'Isolation. Journal 2006, Fayard (2009)
- Une chance pour le temps. Journal 2007, Fayard (2010)
- Au nom de Vancouver. Journal 2008, Fayard (2010)
- Kråkmo. Journal 2009, Fayard (2010)
- Parti pris. Journal 2010, Fayard (2011)
- Septembre absolu. Journal 2011, Fayard (2012)
- Vue d'oeil. Journal 2012, Fayard (2013)

Romanzi
- Roman roi, P.O.L. (1983)
- Roman furieux (Roman roi II), P.O.L. (1987)
- Voyageur en automne, P.O.L. (1992)
- Le Chasseur de lumières, P.O.L. (1993)
- L'épuisant désir de ces choses, P.O.L. (1995)
- L'Inauguration de la salle des Vents, Fayard (2003)
- Loin, P.O.L. (2009)

Racconti
- El, illustrazioni di François Matton, P.O.L. (1996)

Repertori
- Etc. (abécédaire), P.O.L. (1998)
- Répertoire des délicatesses du français contemporain, P.O.L. (2000)

Miscellanee
- I. Buena Vista Park Archiviato il 27 luglio 2011 in Internet Archive., Hachette (1980)
- II. Notes achriennes, P.O.L. (1982)
- III. Chroniques achriennes, P.O.L. (1984)
- IV. Notes sur les manières du temps, P.O.L. (1985)
- V. Esthétique de la solitude, P.O.L. (1990)
- VI. Du sens, P.O.L. (2002)

Topografia
- Sept sites mineurs pour des promenades d'arrière saison en Lomagne, Sables (1994) e Onze sites mineurs pour des promenades d'arrière saison en Lomagne, P.O.L. (1997)
- Le Département de la Lozère, P.O.L. (1996)
- Le Département du Gers, P.O.L. (1997)
- Le Département de l'Hérault, P.O.L. (1999)
- Demeures de l'esprit. Grande Bretagne I, Fayard (2008)
- Demeures de l'esprit. France I Sud-Ouest, Fayard (2008)
- Demeures de l'esprit. Grande Bretagne II Ecosse Irlande, Fayard (2009)
- Demeures de l'esprit. France II Nord-Ouest, Fayard (2010)
- Demeures de l'esprit. Danemark Norvège, Fayard (2010)
- Demeures de l'esprit. France III Nord-Est, Fayard (2010)
- Demeures de l'esprit. Suède, Fayard (2011)
- Demeures de l'esprit. France IV Sud-Est, Fayard (2012)
- Demeures de l'esprit. Italie I Nord, Fayard (2012)

Altre opere
- Qu'il n'y pas de problème de l'emploi, P.O.L. (1994)

Vascelli bruciati
- P.A. (petite annonce), P.O.L. (1997)
- Vaisseaux brûlés (petite annonce), libro on line (2000-...)
- Ne lisez pas ce livre ! (Vascelli bruciati 1), P.O.L. (2000)
- Killalusimeno (Vascelli bruciati 2), P.O.L. (2001)
- Est-ce que tu me souviens ? (Vascelli bruciati 2-2-37-1), P.O.L. (2002)

Scritti sull'arte
- Discours de Flaran : sur l'art contemporain en général, et sur la collection de Plieux en particulier, P.O.L. (1997), ISBN 978-2867445903, 59 p.
- Roumains en regard, con Jean-Jacques Moles, ed. Jean-Jacques Moles (1999)
- Nightsound (sur Josef Albers) seguito da Six prayers, P.O.L. (2000)
- Commande publique, P.O.L. (2007)

Scritti politici
- Le communisme du XXIe siècle Archiviato il 3 maggio 2008 in Internet Archive., Xenia (2007)
- La grande déculturation Archiviato il 3 maggio 2008 in Internet Archive., Fayard (2008)
- Abécédaire de l'In-nocence, éditions David Reinharc (2010)

Manuali
- Comment massacrer efficacement une maison de campagne en dix-huit leçons Archiviato il 27 luglio 2011 in Internet Archive., Privat (2006)

Conversazioni
- L'Étrangèreté (conversazione con Emmanuel Carrère e Alain Finkielkraut), seguito da La mort d'ailleurs, testi inediti, Tricorne (2003)
- La dictature de la petite bourgeoisie (conversazioni con Marc du Saune), Privat (2005)

Teatro
- Théâtre ce soir, ed. Jean-Paul Bayol (2008)